# CHIPS
CHIPS (acronimo inglese per Cosmic Hot Interstellar Plasma Spectrometer, ovvero Spettrometro per il plasma cosmico interstellare caldo) è un satellite artificiale messo in orbita dalla NASA nell'ambito del Programma Explorer, nella cui serie è censito come Explorer 82.
Lanciato il 13 gennaio 2003 per una missione di un anno, è rimasto operativo fino all'14 aprile 2008. Seppure spento, attualmente continua ad orbitare.
Fu il primo satellite della serie UNEX e la prima missione statunitense a fare uso del protocollo TCP/IP per il controllo dalla Terra del satellite.
Lo scopo iniziale della missione era di studiare il mezzo interstellare che circonda il sole a circa 300 anni luce, ai limiti della Bolla Locale analizzando le emissioni nell'ultravioletto estremo alle lunghezze d'onda comprese tra i 9 e i 26 nm.
Secondo i modelli teorici dell'epoca si riteneva che il mezzo interstellare, che ha una temperatura di 1 milione di gradi, avesse dovuto avere una forte emissione nel campo dell'ultravioletto, tuttavia le osservazioni di CHIPS smentirono questa previsione trovandone solo deboli tracce.
Nel settembre del 2005, lo scopo della missione venne modificato, utilizzando lo spettrometro per l'analisi del sole. Negli anni successivi il satellite riuscì a compiere 1458 distinte osservazioni dell'astro.